# Pivhidracina
La pivhidracina (de nombre comercial Tersavid), también conocida como pivalilbenzhidracina y pivazida, es un inhibidor irreversible y no selectivo de la monoaminooxidasa (IMAO) de la familia de las hidrazinas. Fue utilizada como antidepresivo en la década de 1960, pero posteriormente fue retirada del mercado.